# Susan Hampshire
Susan Hampshire, második férje után Lady Kulukundis (Kensington, London, 1937. május 12.) háromszoros Primetime Emmy-díjas angol színésznő. A Brit Birodalom Rendjének kitüntetettje.

## Élete

### Származása, tanulmányai
London Kensington kerületében született. Apja George Kenneth Hampshire, az Imperial Chemical Works egyik igazgatója. Anyja June Pavey tanárnő. Öt testvér között Susan volt a legfiatalabb. A család ősei ír származásúak voltak. Szülei különváltan éltek, Susan gyermekkorában beilleszkedési és tanulási nehézségekkel küzdött, későn tanult meg olvasni, anyja speciális iskolába járatta. (diszlexiáját csak harmincéves korában diagnosztizálták). Gyermekkorában ápolónő akart lenni, de a latin nyelvvel nem boldogult, így elhatározta, hogy színésznő lesz. Már gyermekként szerepelt színielőadásokon, és első tízévesen megkapta első apró filmszerepét, az 1947-es The Woman in the Hall című filmdrámában, mely Gladys Bronwyn Stern színművéből készült.
1955-ben, tizenhét évesen plasztikai műtétnek vetette alá magát, pisze orrát kedvezőbbre formálta.

### Színészi pályája
Fiatal színésznőként először javarészt színpadokon dolgozott. 1959-ben az induló Anglia Television csatorna családi zenés műsoraiban énekelt. 1961-ben címszerepet kapott a Little Black Sambo zenés darabban, (zeneszerző Cyril Ornadel, szövegíró David Croft)
Első filmes főszerepét 1960-ban kapta Sidney J. Furie rendező During One Night c. romantikus filmjében. További szerepeket kapott a BBC TV-ben. 1962-ben Walt Disney cégéhez szegődött, Patrick McGoohannel játszott a Thomasina három élete c. családi filmben, később ugyancsak  McGoohannal együtt játszott a Danger Man tévésorozat epizódjaiban. Furie 1964-es musicaljában, a Csodálatos életben Cliff Richard mellett a női főszerepben játszott és énekelt.
1966-ban az amerikai tévénézők láthatták Irwin Allen rendező Időalagút tudományos-fantasztikus tévésorozatának nyitó epizódjában, mint a Titanic hajó ifjú hölgyutasát, aki beleszeret az időutazó Dr. Newmanbe (James Darren). A A fehér apácák titka c. angol krimiben ő volt Trudy Emberday arisztokrata gengszterlány, akit Stewart Granger üldöz.

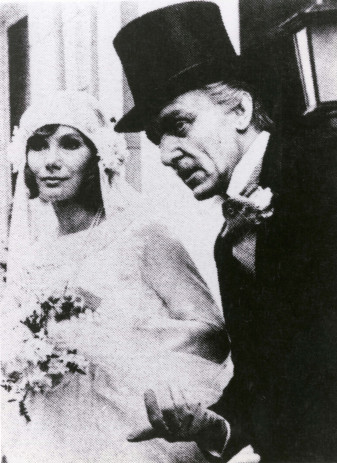
(Hampshire és Eric Porter, mint Fleur Mont és Soames Forsyte (1967)

1972-ben főszerepet kapott, Joy Adamson természetvédő aktivistát játszotta az Elza kölykei filmben, az 1966-os, nagy sikerű Elza, a vadon szülötte film folytatásában. Ugyanebben az évben három különböző karaktert játszott Harry Kümel Malpertuis c. horrorfilmjében, Orson Welles mellett. Népszerű brit tévésorozatokban tűnt fel: 1962-ben The Andromeda Breakthrough c. sci-fi sorozat második évadától Julie Christie szerepét vette át. Legnevezetesebb tévés szerepét John Galsworthy A Forsyte Saga című regénysorozatából készült 1967-es azonos című BBC-adaptációban kapta, ahol Fleur szerepét játszotta el. Részt vett a londoni előkelő társasági életben. 1973-ban egy fogadáson bemutatták Károly walesi hercegnek, aki – Hampshire mélyen dekoltált ruhájára célozva – megjegyezte: „Apám azt mondta, ha ilyen ruhát viselő hölggyel találkozom, nézzek egyenesen a szemébe.”
1973-ban Kirk Douglasszel, Donald Pleasence-szel és Michael Redgrave-vel együtt játszott a Dr. Jekyll és Mr. Hyde amerikai televíziós musical-változatában és szerepelt további amerikai tévé-minisorozatokban is. Elítélően nyilatkozott a hollywoodi filmgyártásban uralkodó emberi viszonyokról, a producerek gátlástalan viselkedéséről, a fiatal színésznők kiszolgáltatottságáról.
Az 1980-as évektől is sok népszerű angliai tévésorozatban kapott vezető szerepeket, így Molly MacDonald, Lady Glenbogle szerepét a Monarch of the Glen sorozatban (2000–2005) 2011-ben megjelent a Baleseti sebészet 26. évadában, és 2017-ben a Kisvárosi gyilkosságok krimisorozat egyik epizódjában is. Színpadon is aktívan dolgozik, klasszikus és kortárs színművekben egyaránt.

### Magánélete, jószolgálati munkája
Első férjével, Pierre Granier-Deferre (1927–2007) francia filmrendező-producerrel 1967–1974 között élt házasságban. Egy Christopher nevű fiuk született. Leányuk, Victoria meghalt születésekor.
Az 1970-es években Nicky Henson (1945–2019) angol színésszel élt. 1981-ben ismét férjhez ment, második férje Sir Eddie Kulukundis (1932–2021) görög hajózási vállalkozó, sportmenedzser, színházi impresszárió lett. Kulukundis haláláig, 2021-ig együtt maradtak.
Maga is diszlexiásként élte életét. Sokat tett a sorstársait segítő, oktató szervezetekért, a diszlexia okait kutató tudományért. Érdemeiért 1995-ben kitüntették A Brit Birodalom Rendje tiszti fokozatával. 2018-ban megkapta az érdemrend parancsnoki fokozatát is, egyfelől jószolgálati munkájáért, másfelől a drámai színészet terén nyújtott teljesítményéért. A diszlexiával élők önsegítő módszereinek ismertetéséért, személyes példamutatásáért a London City University az irodalomtanítás tiszteletbeli doktorává fogadta.
1982-ben kiadta önéletrajzát, amelyben leírja a diszlexiával folytatott küzdelmét is.
A Sunday Telegraph-nak 2000. december 31-én adott nyilatkozata szerint csatlakozott az önkéntes eutanáziát előmozdítani kívánó, Exit  nevű szervezethez.

## Főbb filmszerepei
- 2021: Smyrni mou agapimeni; Lady Whittall
- 2017: Kisvárosi gyilkosságok (Midsomer Murders), tévésorozat; S19E04 epizód (Red in Tooth and Claw); Delphi Hartley
- 2011–2013: Baleseti sebészet (Casualty), tévésorozat; Caitlin Northwick / Sylvia Black
- 2009: The Royal, tévésorozat; Elizabeth Middleditch
- 2000-2005: Monarch of the Glen, tévésorozat; Molly MacDonald
- 2003: Gyöngyöző cián (Sparkling Cyanide), tévéfilm; Lucilla Drake
- 1999: A nagy örökség (Nancherrow), tévé-minisorozat; Miss Catto
- 1998: Különös kastély (Coming Home), tévé-minisorozat; Miss Catto
- 1997-1998: The Grand, tévésorozat; Esme Harkness
- 1992: Don’t Tell Father, tévésorozat; Natasha Bancroft
- 1984-1985: Leaving, tévésorozat; Martha Ford
- 1982: The Barchester Chronicles, tévésorozat; Signora Madeline Vesey Neroni
- 1981: Dick Turpin, tévésorozat; Lady Melford
- 1974: The Pallisers, tévésorozat; Lady Glencora
- 1973: Dr. Jekyll és Mr. Hyde (Dr. Jekyll és Mr. Hyde); Isabel
- 1973: A fiú (Le fils); amerikai lány
- 1972: Elza kölykei (Living Free); Joy Adamson
- 1969: The First Churchills, tévésorozat; Sarah Churchill, Marlborough hercegné
- 1969: Azok a csodálatos férfiak (Monte Carlo or Bust!); Betty
- 1967: A hiúság vására (Vanity Fair); tévé-minisorozat; Becky Sharp
- 1967: A Forsyte Saga (The Forsyte Saga), tévésorozat; Fleur Mont szül. Forsyte
- 1966: A fehér apácák titka (The Trygon Factor); Trudy Emberday
- 1966: Donegal vitézlő ura (); Kathleen McSweeney
- 1966: Időalagút (The Time Tunnel), tévésorozat; Althea Hall
- 1966: Párizs augusztusban (Paris au mois d’août); Patricia Seagrave
- 1965: Danger Man, tévésorozat; Lesley Arden / Lena
- 1964: Egy nehéz nap éjszakája (A Hard Day's Night); lány a diszkóban
- 1964: Csodálatos élet (Wonderful Life); Jenny Taylor
- 1964: Leszáll az éj (Night Must Fall); Olivia Greyne
- 1963: Thomasina három élete (The Three Lives of Thomasina); Lori MacGregor
- 1962: The Andromeda Breakthrough, tévésorozat; Androméda
- 1959: Felfelé és lefelé (Upstairs and Downstairs); névtelen utas
- 1947: The Woman in the Hall; Jay

## Elismerései, díjai
- 1969: Emmy-díj a The First Churchills Sarah Churchill, Marlborough hercegné-alakításért,
- 1970: Emmy-díj A Forsyte Saga sorozatban nyújtott Fleur-alakításáért,
- 1973: Emmy-díj A hiúság vásárában, Becky Sharp alakításáért,
- 1995: A Brit Birodalom Rendjének lovagjává (OBE) avatták, a diszlexiások támogatásáért,
- 2018: A Brit Birodalom Rendjének parancsnoki osztályával (CBE) tüntették ki, a drámai színjátszásban nyújtott teljesítményéért, és a társadalmi jószolgálati érdemeiért.

## További információ
- Susan Hampshire a PORT.hu-n (magyarul)
- Susan Hampshire az Internetes Szinkronadatbázisban (magyarul)
- Susan Hampshire az Internet Movie Database-ben (angolul)
- Susan Hampshire a Rotten Tomatoeson (angolul)
- Susan Hampshire az AlloCiné weboldalán (franciául)
- Susan Hampshire Profile (angol nyelven). famousfix.com. (Hozzáférés: 2023. január 18.)